# 扎沃茨凱 (尼古拉耶夫州)
扎沃茨凯（烏克蘭語：Заводське），2025年6月前名为五一村，是烏克蘭南部尼古拉耶夫州尼古拉耶夫区五一村市镇的鎮及其行政中心。距離尼古拉耶夫41公里，面積2.1平方公里，2024年人口1,200人。